# Boyish Story
《Boyish Story》는 대한민국의 여성 5인조 음악 그룹 베이비복스의 다섯 번째 정규앨범이다. 5집 앨범은 한국을 비롯해 중국과 대만 일본등지에 동시 발표되었다.

## 활동
타이틀 곡은 ‘Game Over’로 기존의 가지고 있던 섹시함과 여성스러움을 최대한 배제시키고, 네츄럴하고 보이쉬한 컨셉을 시도했다. ’Game Over’는 김형석이 작곡을, 양재선과 리더 김이지가 작사에 참여했으며 무대위에서는 남성 구두와 정장을 입고 등장했다. 당시 긴머리였던 이희진과 심은진이 숏컷을 선보여 화제가 되었다. 7월에는 베이징, 상하이 등 중국의 7개 도시에 순회 공연을 가졌고 이 시기부터 국내 활동보다는 해외활동에 치중했다.
7월 중순에 ’Game Over’ 활동을 마치고 7월 말부터 8월 말까지 정연준이 작곡한 '가까이'로 후속곡 활동을 펼칠 예정이었지만 가사가 선정적이라는 이유로 팬들에게 큰 항의를 받아 취소되었다. 결국 '가까이'를 대신해 김형석이 작곡한 '인형'을 후속곡으로 활동했으며 타이틀 곡보다도 더 큰 인기를 누렸다.
5집에는 멤버 개개인이 음반 작업에 참여했는데 우선 리더 김이지는 타이틀 곡 ’Game Over’에 작사와, 7번 트랙 ’부디’를 작곡, 작사했다. ’부디’를 녹음하면서 이희진은 ’부디’에서 심은진의 첫 파트가 너무 슬퍼 녹음 도중 눈물을 흘려 녹음이 중단됐다고 한다. 심은진은 앨범의 인트로를 작곡했고 간미연은 마지막 트랙 ’마지막 선물’을 작곡, 막내 윤은혜는 10번 트랙 ’To Angel’의 작사를, 이희진은 R&B 발라드 ’The One’을 작곡했다. 이들은 앨범 작업에 참여하게 된 이유를 ”얼굴로 승부하는 걸 밴드의 이미지를 벗기 위함”이라고 말하며 5개월 여간의 음악 수업을 받았다고 한다.

## 수록곡
| #            | 제목                    | 작사           | 작곡         | 재생 시간 |
| ------------ | ----------------------- | -------------- | ------------ | --------- |
| 1.           | 〈Intro〉               | 심은진         | 김형석       | 1:46      |
| 2.           | 〈Game Over〉           | 양재선, 김이지 | 김형석       | 3:31      |
| 3.           | 〈인형〉                | 양재선         | 김형석       | 3:28      |
| 4.           | 〈내 사랑이기를〉       | 양재선         | 김형석       | 4:11      |
| 5.           | 〈Cut〉                 | 조은희         | 심상원       | 3:28      |
| 6.           | 〈Lucky7〉              | 후니훈         | 이현승       | 3:37      |
| 7.           | 〈부디〉                | 김이지         | 김이지       | 4:58      |
| 8.           | 〈가까이〉              | 정연준         | 정연준       | 3:35      |
| 9.           | 〈Come To Me〉          | 조은희         | 김형석       | 3:37      |
| 10.          | 〈To. Angel〉           | 윤은혜         | 이현승       | 3:36      |
| 11.          | 〈Puzzle〉              | 조은희         | 김형석       | 3:42      |
| 12.          | 〈The One〉             | 이희진         | 이희진       | 3:53      |
| 13.          | 〈Go Go, No No, So So〉 | 김신일         | 김신일       | 3:22      |
| 14.          | 〈마지막 선물〉         | 간미연         | 간미연       | 3:54      |
| 15.          | 〈Game Over〉 (MR)      |                |              | 3:31      |
| 16.          | 〈Outro〉 (MR)          |                |              | 1:46      |
| 총 재생 시간 | 총 재생 시간            | 총 재생 시간   | 총 재생 시간 | 55:55     |

## 참여
이 목록은 해당 앨범의 부클릿에서 발췌하였다.
베이비복스
- 김이지 - 리더, 서브 보컬, 메인래퍼
- 이희진 - 메인 보컬
- 심은진 - 리드 보컬
- 간미연 - 메인 보컬
- 윤은혜 - 서브 보컬

세션
- DR MUSIC - 이그제큐티브 프로듀서
- 프로듀서 - 김형석
- 매니저 - 최지훈, 전건수, 황승현, 신은섭
- 송 디렉티 - 배연희
- 레코딩 스튜디오 - Ace, O2 MUSIC, Booming, Vibe, Read sound st.
- 믹싱 스튜디오 - Booming, VIbe, Read Sound, 장충 스튜디오
- 레코딩 엔지니어 - 원창준, 김동인, 정지운, 이면숙
- 에시던트 엔지니어 - 김보람, 홍민웅
- 믹싱 엔지니어 - 고승욱, 한종진, 오현석, 배진택
- 마스터링 엔지니어 - 최효영
- 코러스 - 베이비복스, 빈칸채우기, 김현아, 김신일
- 아트 디렉터 - 김성수
- 포토 디렉터 - 최영철
- 디자인 - 주민정
- 스타일 리스트 - 윤진아, 이선경, 김은주
- 메이크업 헤어 - 르네휘테르, 아쿠아, 이철 헤어커커
- 기타 세션 - 샘 리, 함춘호
- 랩 메이킹 - 후니 훈, P.L.T.